# Garos
Garos ist eine französische Gemeinde mit 263 Einwohnern (Stand 1. Januar 2022) im Département Pyrénées-Atlantiques in der Region Nouvelle-Aquitaine. Die Gemeinde gehört zum Arrondissement Pau und zum Kanton Artix et Pays de Soubestre (bis 2015: Kanton Arzacq-Arraziguet).
Der Name in der gascognischen Sprache lautet Garròs. Die Einwohner werden Garossiens und Garossiennes genannt.

## Geographie
Garos liegt ca. 30 km nördlich von Pau in der historischen Provinz Béarn am nördlichen Rand des Départements.
Umgeben wird Garos von den Nachbargemeinden:
| Piets-Plasence-Moustrou | Cabidos                                     | Arzacq-Arraziguet |
| Morlanne                | Kompassrose, die auf Nachbargemeinden zeigt | Louvigny          |
| Bouillon                | Uzan Larreule                               | Fichous-Riumayou  |

Garos liegt im Einzugsgebiet des Flusses Adour. Einer seiner Nebenflüsse, der Luy de France, strömt zusammen mit einem seiner Zuflüsse, der Rance, durch das Gemeindegebiet.

## Geschichte
Garos entwickelte sich im 12. Jahrhundert rund um eine Motte auf einer steil abfallenden Anhöhe. Eine Grundherrschaft wurde gebildet, die im Jahre 1375 Gaston Fébus, Vicomte von Béarn empfing. Auf diesem wegen der geografischen Lage aus militärischer Sicht einzigartigen Standort wurde im 16. Jahrhundert ein Versammlungsort für die Bearner Truppen, insbesondere während der Hugenottenkriege, als die Gemeinde bei der Mobilisierung rund tausend Arkebusiere empfing.
Die Lage auf einem der Jakobswegs nach Santiago de Compostela verschaffte der Entwicklung einen weiteren Schub. 1385 war Garos eine der größten Siedlungen im Béarn und in der Volkszählung wurden 89 Haushalte gezählt. Die Gemeinde wurde 1343 Hauptsitz der Bailliage, später eines Kantons. In Garos und im heutigen Ortsteil Jagou befanden sich zwei Laienklöster als Vasall von der Vicomté von Béarn bzw. von der Bailliage von Garos.
Seit dem 14. Jahrhundert entwickelte sich das Töpferhandwerk in der Gemeinde und gewann eine immer größer werdende Bedeutung bis zu Beginn des 20. Jahrhunderts. Die Handwerker in Garos entwickelten eine Technik, die dem Ton die Konsistenz von Steinzeug gibt. Jeder Bauernhof besaß in der damaligen Zeit einen einfachen Brennofen, wie zahlreiche Funde belegen.
Toponyme und Erwähnungen von Garos waren:
- Garos (12. Jahrhundert, Urkunden des Malteserordens),
- Guaros (1342, Notare von Pardies) und
- Gayros (1385, Volkszählung im Béarn).[4]

### Einwohnerentwicklung
Nach einem Höchststand der Einwohnerzahl von 768 Einwohnern in der ersten Hälfte des 19. Jahrhunderts ist die Zahl bei kurzen Wachstumsphasen bis zu den 1990er Jahren insgesamt um rund drei Viertel gesunken. Seitdem ist die Zahl der Bewohner wieder stetig angestiegen.
| Jahr      | 1962 | 1968 | 1975 | 1982 | 1990 | 1999 | 2006 | 2009 | 2022 |
| --------- | ---- | ---- | ---- | ---- | ---- | ---- | ---- | ---- | ---- |
| Einwohner | 271  | 239  | 203  | 207  | 186  | 191  | 209  | 222  | 263  |

## Sehenswürdigkeiten

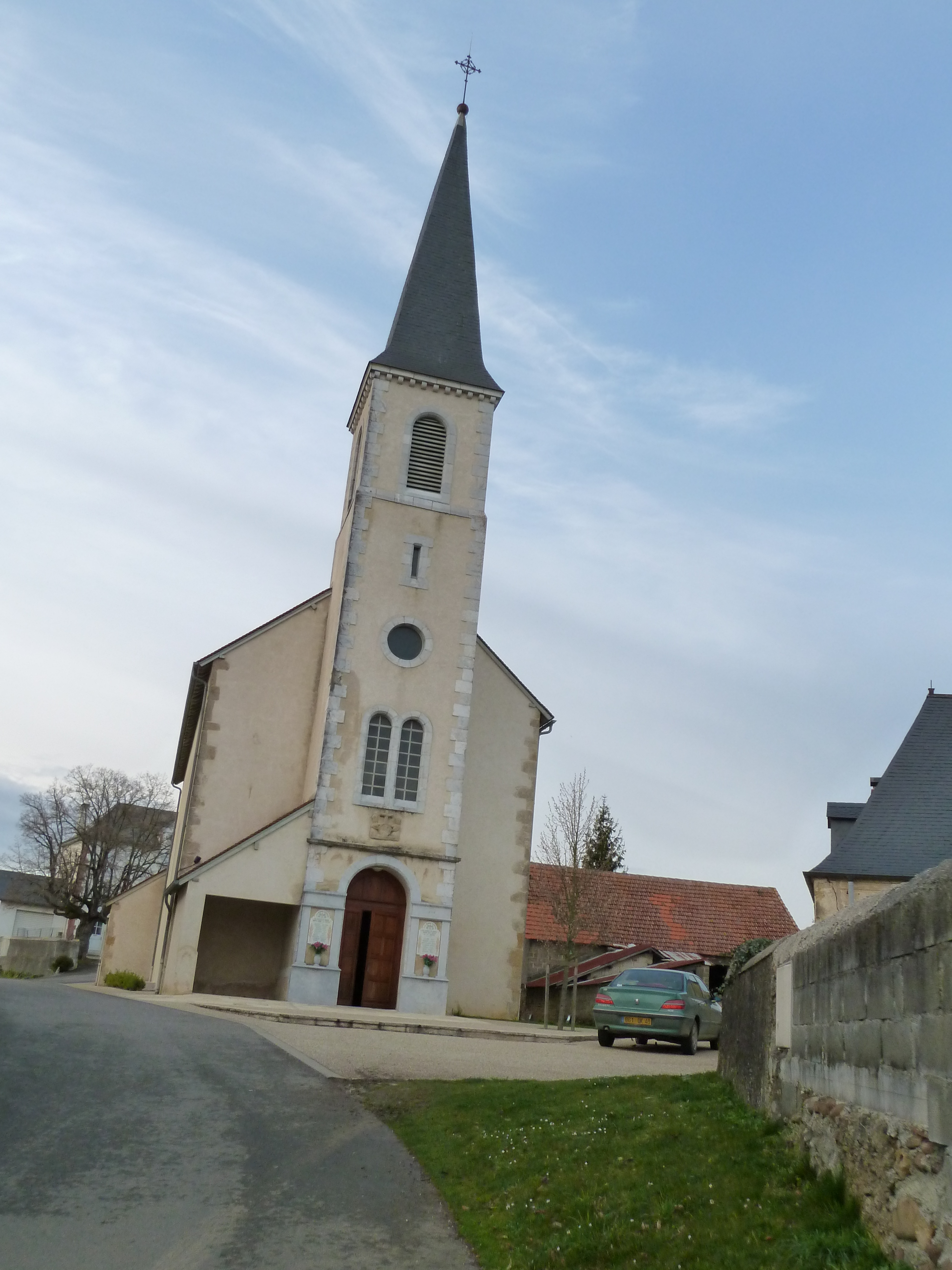
Pfarrkirche Saint-Barthélemy von Garos

- Pfarrkirche, gewidmet dem Apostel Bartholomäus. Die Archive der Pfarrgemeinde sind 1731 bei einem Brand im Pfarrhaus verloren gegangen, so dass wenig über die Geschichte der Pfarrgemeinde überliefert ist. Es wird vermutet, dass der Vorgängerbau die ehemalige Kapelle Sainte-Catherine der mittelalterlichen Motte war. Der einfache, romanische Bau wurde in der ersten Hälfte des 19. Jahrhunderts vergrößert. Das Kirchenschiff ist von zwei Sakristeien flankiert und mit einer weiten, halbrunden Apsis abgeschlossen. 1834 wurden die Glocke und der Glockenturm restauriert. Gegen 1896 sind die Wandmalereien im Kircheninnern und die Glasfenster erneuert worden. Am Fuß des vierstöckigen Glockenturms erlaubt das Eingangsportal mit einem Rundbogen den Zutritt zur Kirche.[8] Über dem Portal befindet sich ein Christusmonogramm aus dem 12. Jahrhundert, das von einer ehemaligen, zerstörten Friedhofskirche stammt und im Zuge der Restaurierungsarbeiten dort angebracht wurde. Es ist rund, misst 30 cm im Durchmesser und wird von zwei Figuren ohne Beine gehalten, die mit der gleichen Tunika bekleidet sind. Ein lateinisches Kreuz ragt oberhalb des Christusmonogramms hervor. Üblicherweise enthält ein solches Symbol neben meist stilisierten klassischen Zeichen des griechischen Alphabets Chi („X“) und Rho („P“) für die ersten Buchstaben des griechischen Worts Xristos (deutsch Christus) oft zusätzlich die Zeichen für Alpha und Omega, die für den Anfang und das Ende stehen. An diesem Monogramm fehlt das Alpha und das Omega tritt doppelt auf.[9]

- Motte von Garos. Die künstliche Anhöhe hoch über dem Tal des Ruisseau de la Rance und einem seiner Nebenflüsse, auf der sich die Erdhügelburg im Mittelalter befand, ist auch heute noch von weitem zu erkennen. Die Burg wurde im 13. Jahrhundert erstmals erwähnt, auf Anweisung von Gaston Fébus im Jahre 1375 instand gesetzt und weiter befestigt. Sie war somit Teil des Verteidigungssystems der Vicomté von Béarn.[10]

- Wassermühle von Garos. Sie befindet sich am Ufer des Luy de France, von dem ein 300 m langer Kanal das von einem Damm aufgestaute Wasser abzweigt, das das Wasserrad in Bewegung bringt. Sie ist vor 1630 errichtet worden und in der Karte von Cassini eingetragen. Die Mühle gehörte zum Schloss von Cabidos und wurde 1902 an Jean „Yanin“ Grandis verkauft. Die Familie mahlte Weizen für den örtlichen Bäcker in drei Generationen bis zum Jahre 1970, in einer Epoche, als die Konsumenten das Brot mit dem Getreide bezahlten, das sie ernteten. Auf Initiative des Tourismusbüros von Arzacq übernahmen André und Jany Rey, Ururenkelin von Jean Grandis das Gebäude. Nach einer längeren Phase der Restaurierung kann die Mühle in voller Funktion besichtigt werden, inklusive Erläuterungen in französischer, spanischer und Bearner Sprache.[11]

## Wirtschaft und Infrastruktur
Die Landwirtschaft ist einer der wichtigsten Wirtschaftsfaktoren der Gemeinde.

### Verkehr
Garos wird durchquert von den Routes départementales 262, 297 und 834, der ehemaligen Route nationale 134.